# Erica Sakurazawa
Pour les articles homonymes, voir Erica et Sakurazawa.
Erica Sakurazawa (桜沢 エリカ, Sakurazawa Erika), née le 8 juillet 1963, est une mangaka japonaise.

## Œuvres
- Ai shiau Koto shika dekinai
- Angel
- Angel Breath
- Angel Nest
- Between the Sheets
- Boku no Angel Dust
- Cherry ni Omakase
- COOL
- Covers
- CRASH
- Dai Ren'ai Senka
- Escape
- Fools' Paradise
- Just Lovers
- Kawaii Mono
- Keseran Pasaran
- Koi no Okite
- Love So Special
- Love Stories
- Love Vibes (en)
- Lovely!
- Mainichi ga Aki no Sora
- Makin' Happy
- Nothing But Loving You
- Salon
- Sekai no Owari niwa Kimi to Issho ni
- Sheets no Sukima
- Shippo ga Tomodachi
- Tenohira ni Daimond
- Tenshi
- The Aromatic Bitters
- The Rules of Love
- Yoru no Angel Dust
- Yuube no Natsu